# 東京臨海高速鐵道70-000型電聯車
東京臨海高速鐵道70-000型電聯車（日语：／ Tōkyō rinkai kōsoku tetsudō 70-000-gata densha */?）是東京臨海高速鐵道臨海線用的直流通勤型電聯車。

## 概要
70-000系於1996年3月開始投入服務。本型車由川崎重工業車輛公司負責製造。列車的設計以東日本旅客鐵道的209系電聯車做為藍圖。由於車輛保養皆委託JR東日本東京總合車輛中心維護，因此零件互通性與JR東日本的互通性極高，也可減少列車保養成本與製造成本。在臨海線新木場站至東京電訊港站段於1996年（平成8年）3月30日通車時，列車只有4輛（Tc-M-M-Tc），但大多數月台均預留10輛。隨著2002年（平成14年）12月1日臨海線全線開業及JR東日本埼京線的相互進入行駛開始，令臨海線内的専用列車長度增至6輛（Tc-M-M-M-M-Tc）。直到2004年（平成16年）10月16日，臨海線全部列車變為10輛編成（Tc-M-M-T-M-M-T-M-M-Tc），而部份JR車輛亦只在臨海線內運行。
由於本型車與JR東日本209系大多設計相同，因此在新保全體系上相當出色，列車全數配屬於東臨運輸區，再剛開業時只營運到東京電訊港站，因此東京電訊港站部分未啟用的路線作為滯留線使用，車輛維護的部分除了列車清潔外皆外包給JR東日本進行保養，2002年（平成14年）八潮車輛基地（東臨運輸區）完工之後才取消車站滯留。

## 規格與構造

### 車體
車體使用輕量化不鏽鋼製造，列車車頭端面造型使用FRP製造，以「追求現代溫暖」設計外型，製造設計主軸為「適合沿海副中心的外觀和室內設計」、「增加旅客載運量」以及「減少養護成本」車身結構與209系相同，除板金厚度相較209系t=1.2mm厚0.3mm，板金厚度1.5mm。

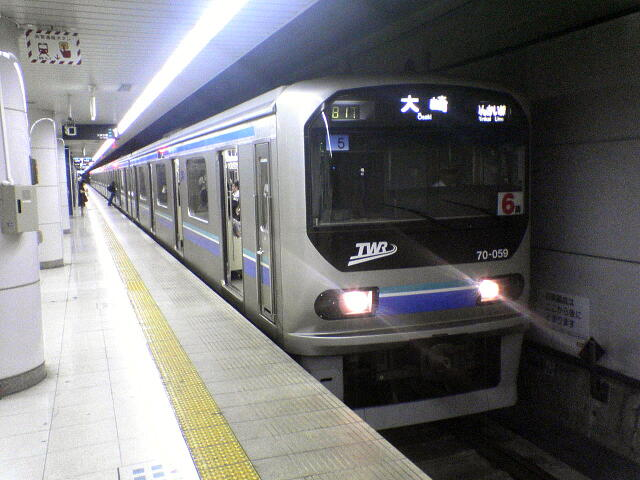
2004年10月時僅存的6輛編成。擋風玻璃上有「6両」的字牌。

70-000型的LED終點顯示器

### 客室
課室內部以川崎重工製209系為基礎，以玻璃纖維作為主要材料，內裝配色以米色為基礎，車廂端面及車門邊的座椅擋風板使用米色木紋，座椅絨布使用水藍色，座椅末端及中段設有握桿，每輛車端面設有輪椅停放空間，列車車門以不鏽鋼製造，車廂側嵌有米色飾板，車門玻璃在初期採用金屬壓腳支撐，但2002年後改使用膠黏玻璃，除了減少安裝成本，也消除了車門與車窗間的支撐平台。門機設備與209系同樣採用氣壓缸驅動，車廂間設有貫通門。
車窗玻璃採用灰色隔熱貼紙，透光率為41%，因此省略了窗簾的安裝。車門與車門間設有大片固定窗，但因車廂通風問題，於2006年時更改成可開關的窗戶。車廂空調採用48.8kW（42,000kcal/h）集中式空調。
2006年7月起，博愛座改每節車廂都有，並將博愛座附近的吊環改成與JR車一樣的黃色吊環。另外，在每個博愛座吊環上都貼有與JR東日本一樣的行動電話使用注意標誌。

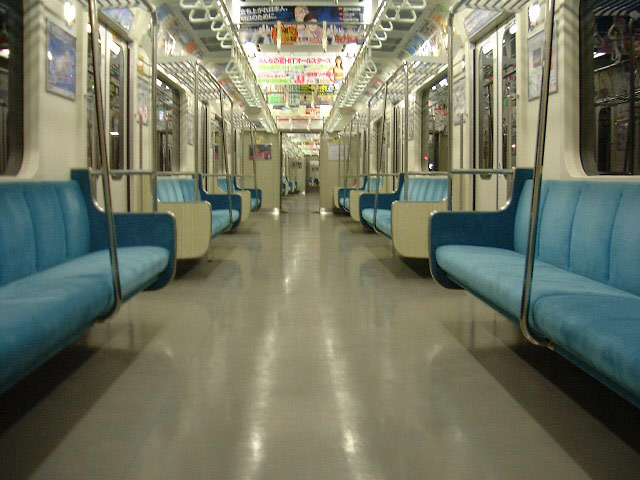
剛出廠時的內裝 （2002年5月25日）
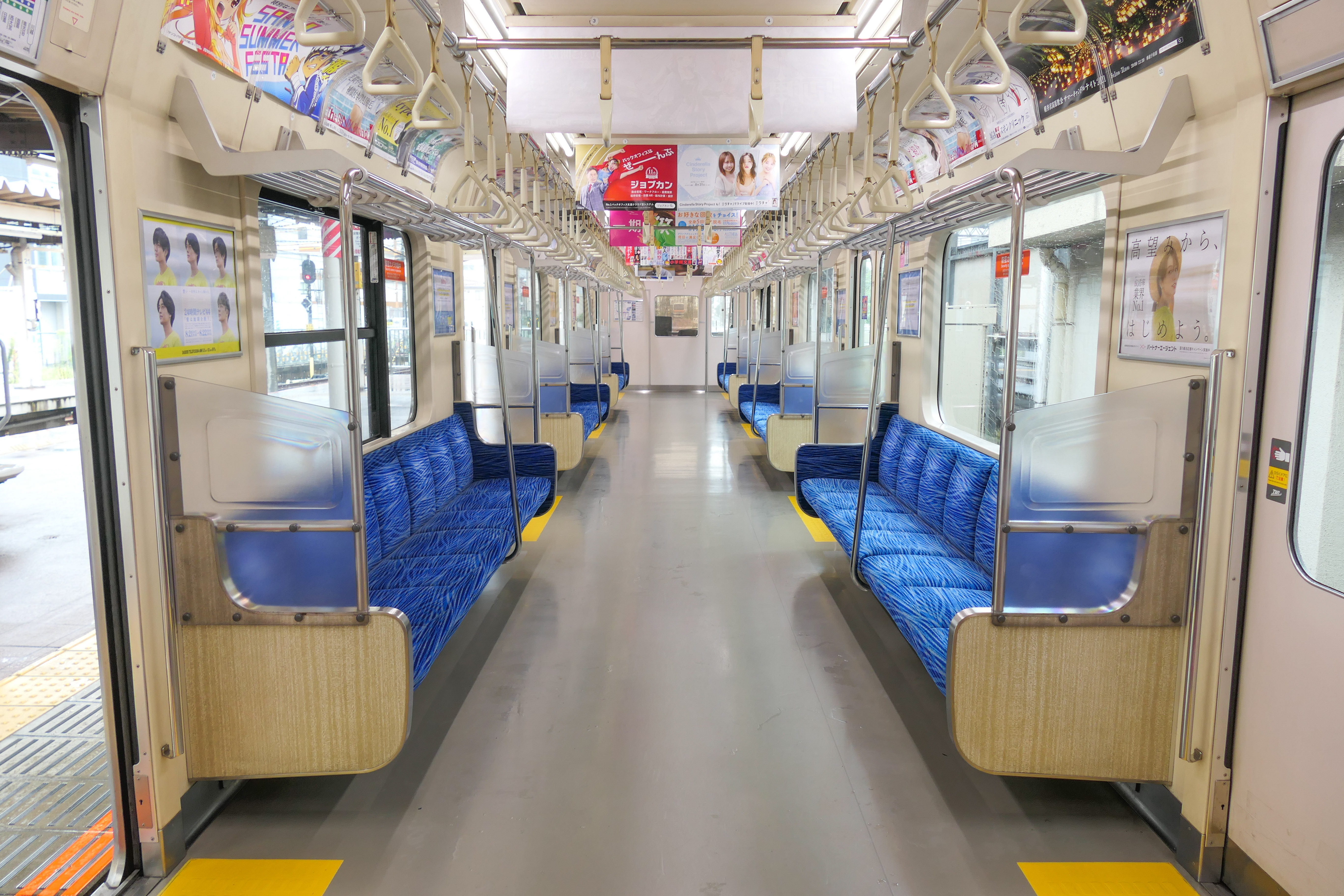
座椅絨布更換後的內裝 （2021年8月）
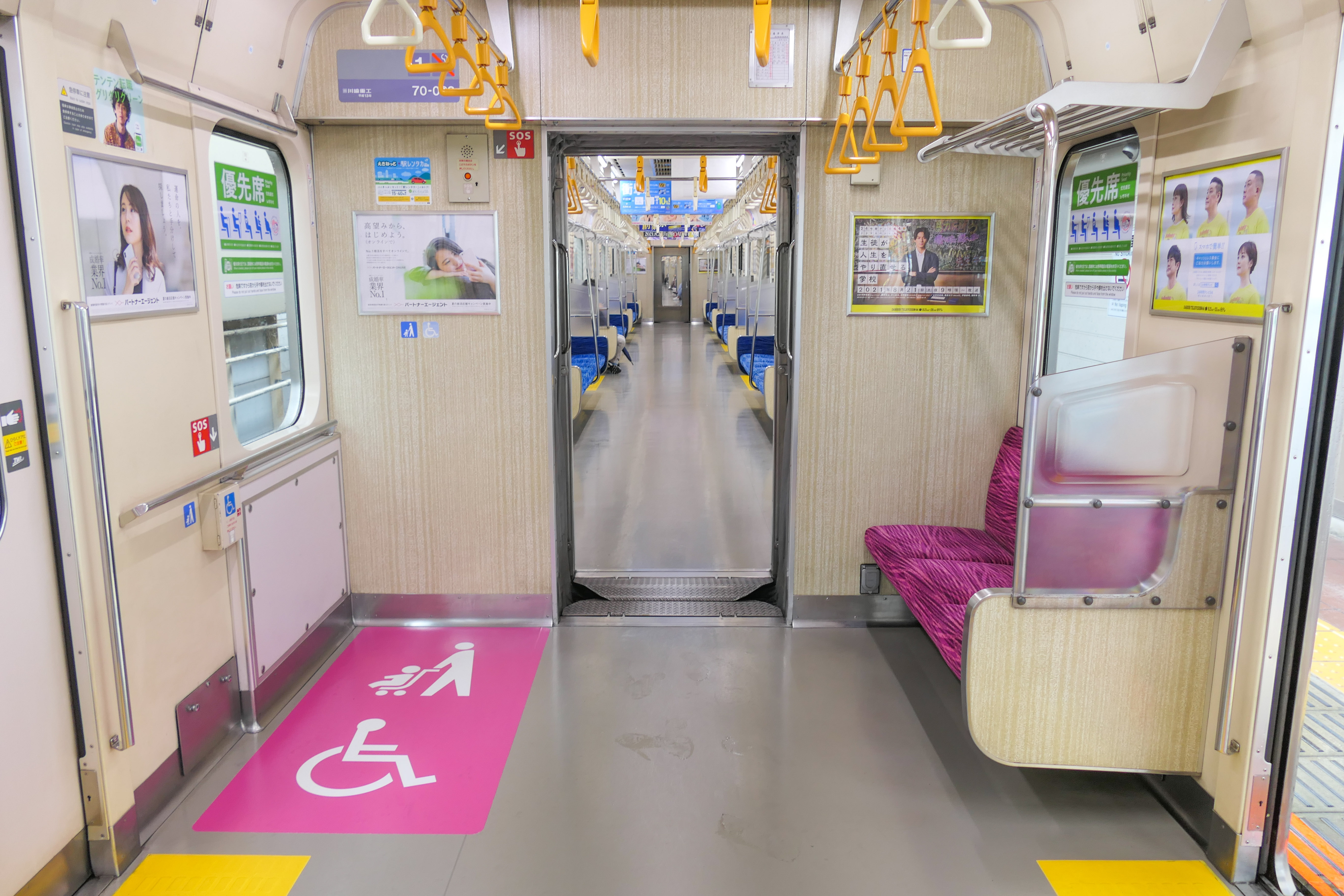
輪椅停放空間 （2021年8月）
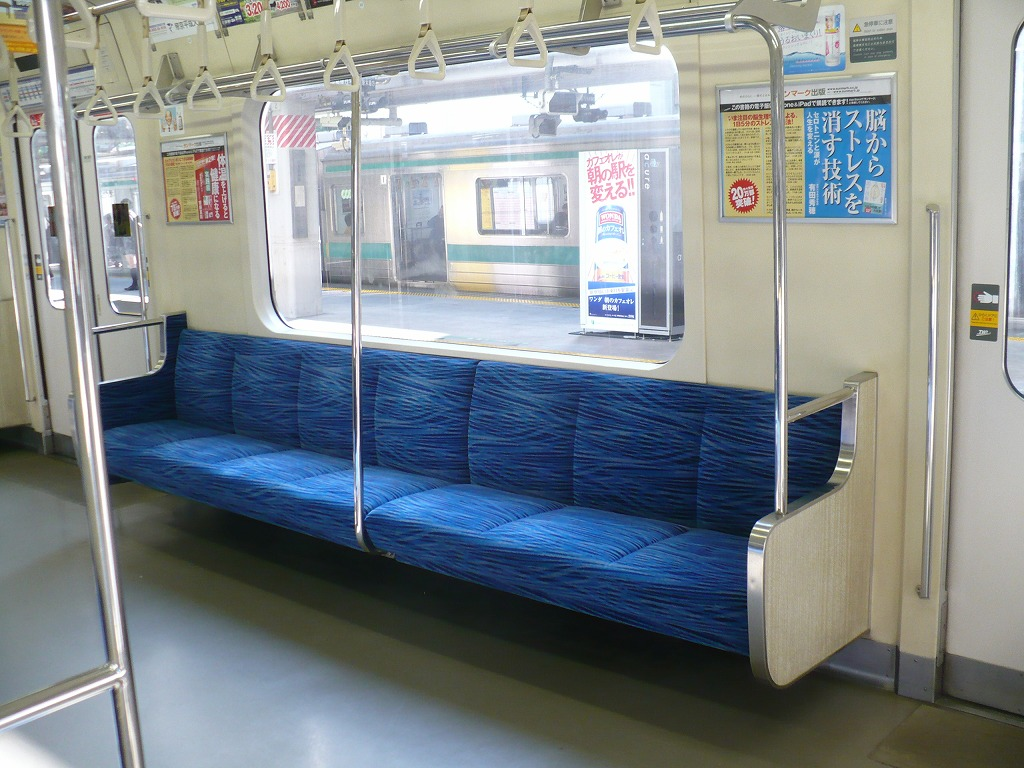
座椅絨布更換後的座椅
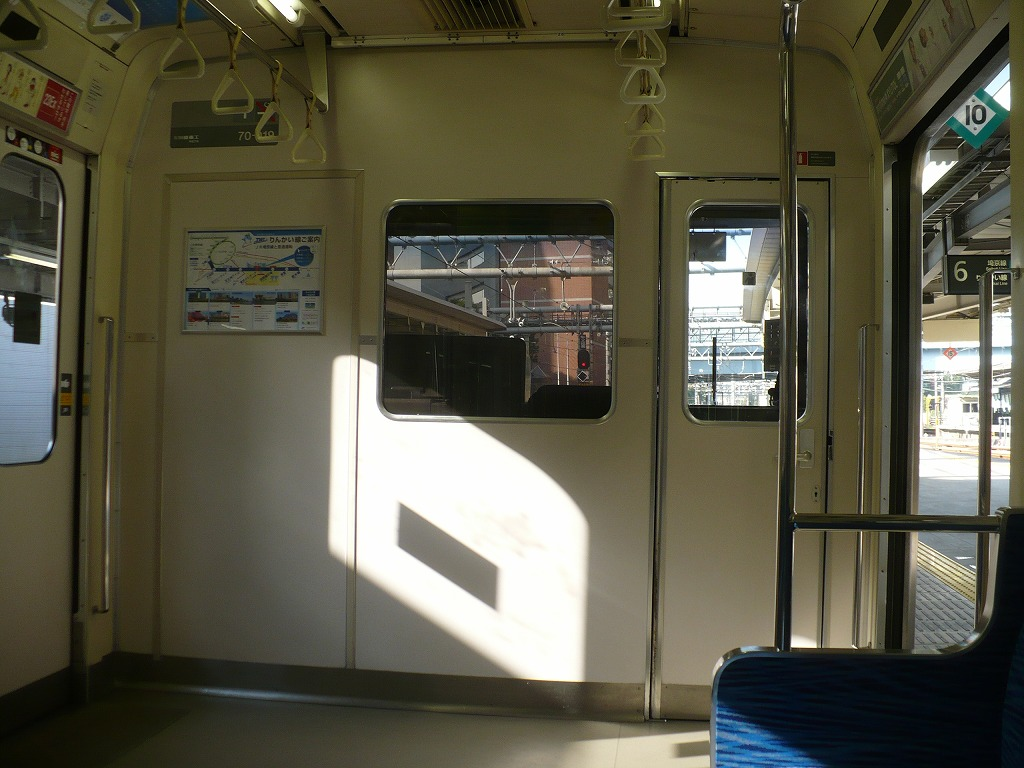
乗務員室背面隔牆
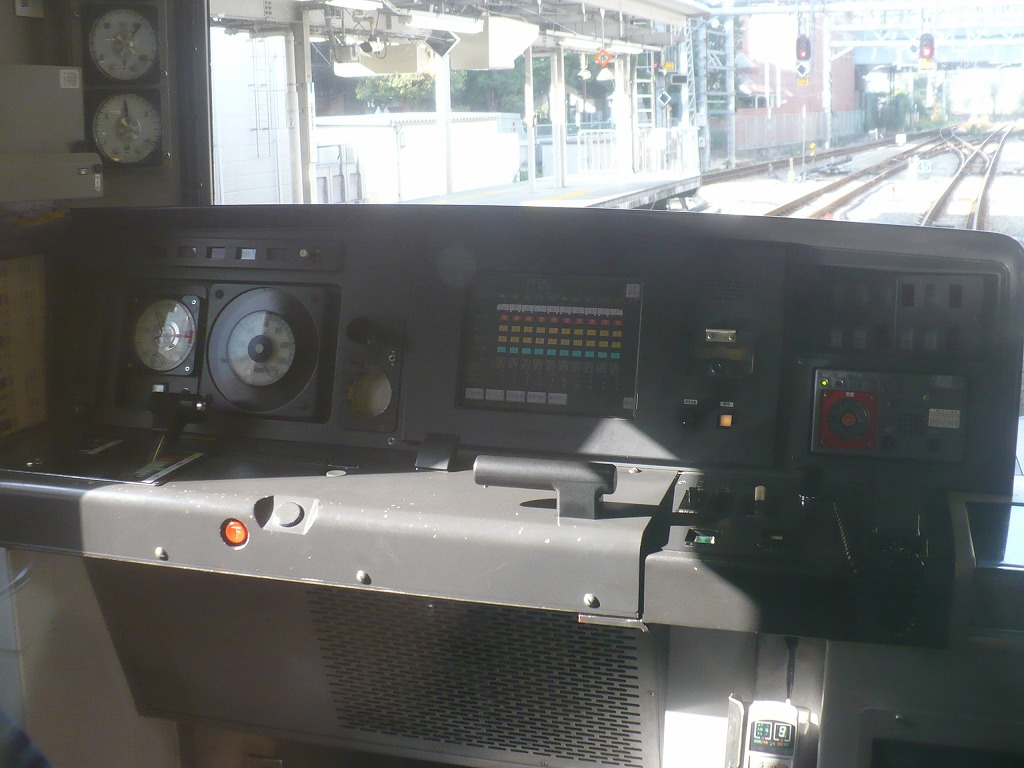
駕駛台

### 駕駛室
駕駛室配置與209系幾乎完全相同，主控制把手以左手操控。駕駛室後方牆面設有緊急逃生口與大片窗戶。

### 機電系統
行車裝置與209系基本上相同，無論是4輛編組、6輛編組還是10輛編組的列車MT比（拖動比），啟動加速度皆為2.5km/h/s。在6節車廂和10節車廂的列車中，變頻器安裝了模式轉換開關，使所有列車獲得相同的啟動加速度。
剛出廠時控制裝置採用三菱電機製GTO變頻器。於2010年機電更新時改為IGBT變頻器。最初的4輛編組列車拖動比為2M2T，現今10 輛編組列車拖動比為6M4T。由於臨海線斜坡段的坡度較陡，為防止列車故障，因此使用提高動車比，在單輛動車故障時，仍可自力回送回維修廠。

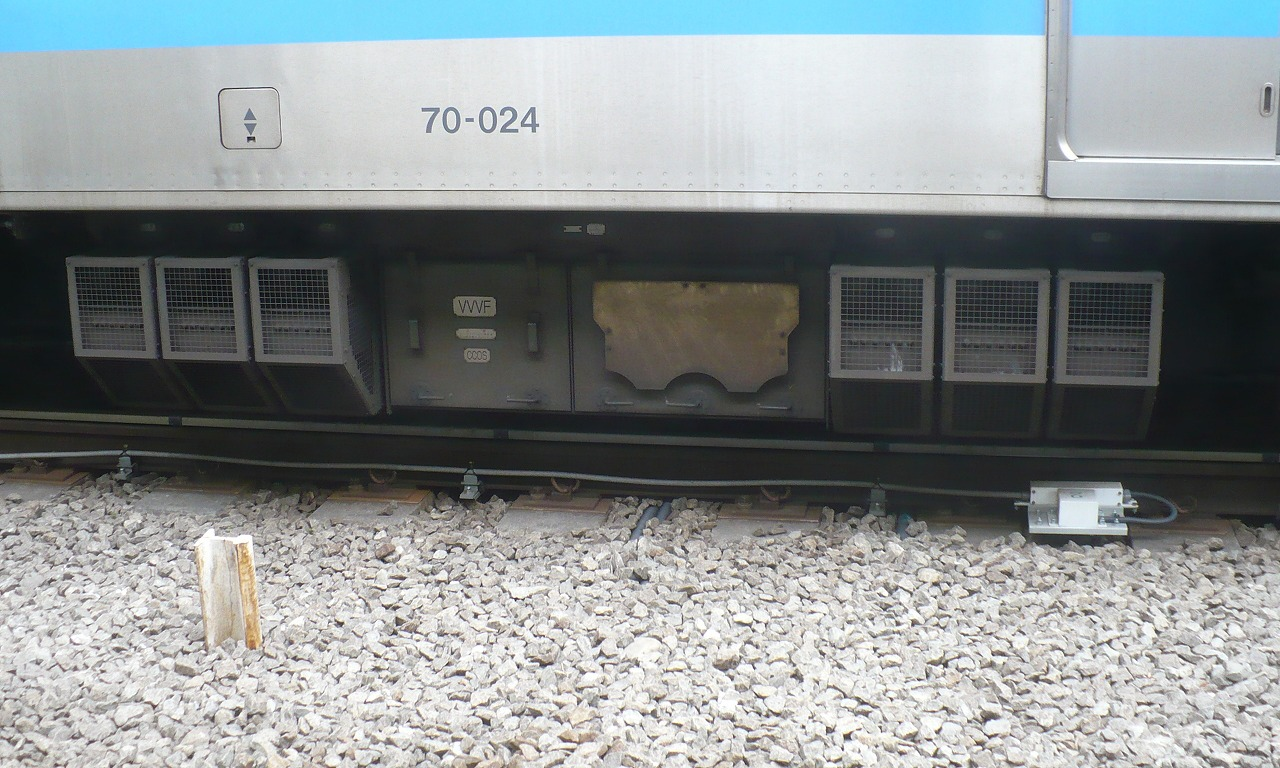
VVVF變頻器（MAP-108-15V57型）
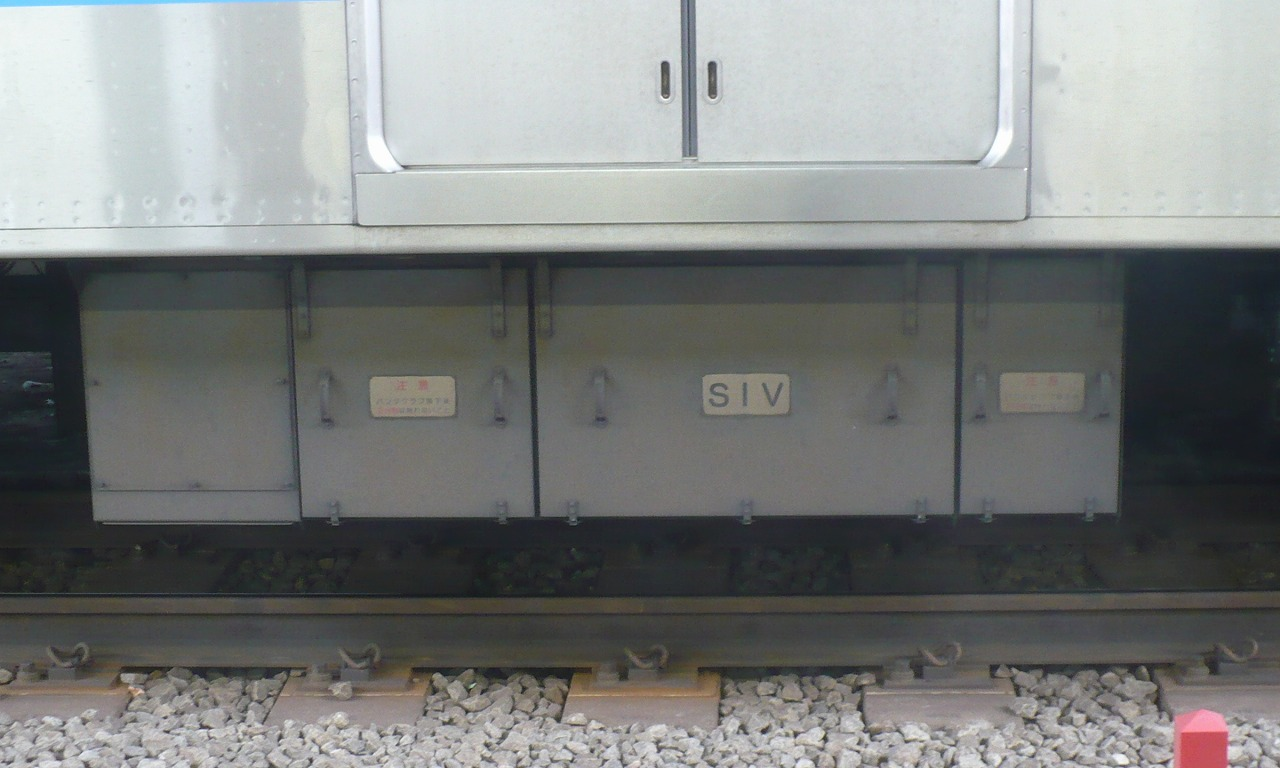
靜態逆變器（SVH210-4007B型）
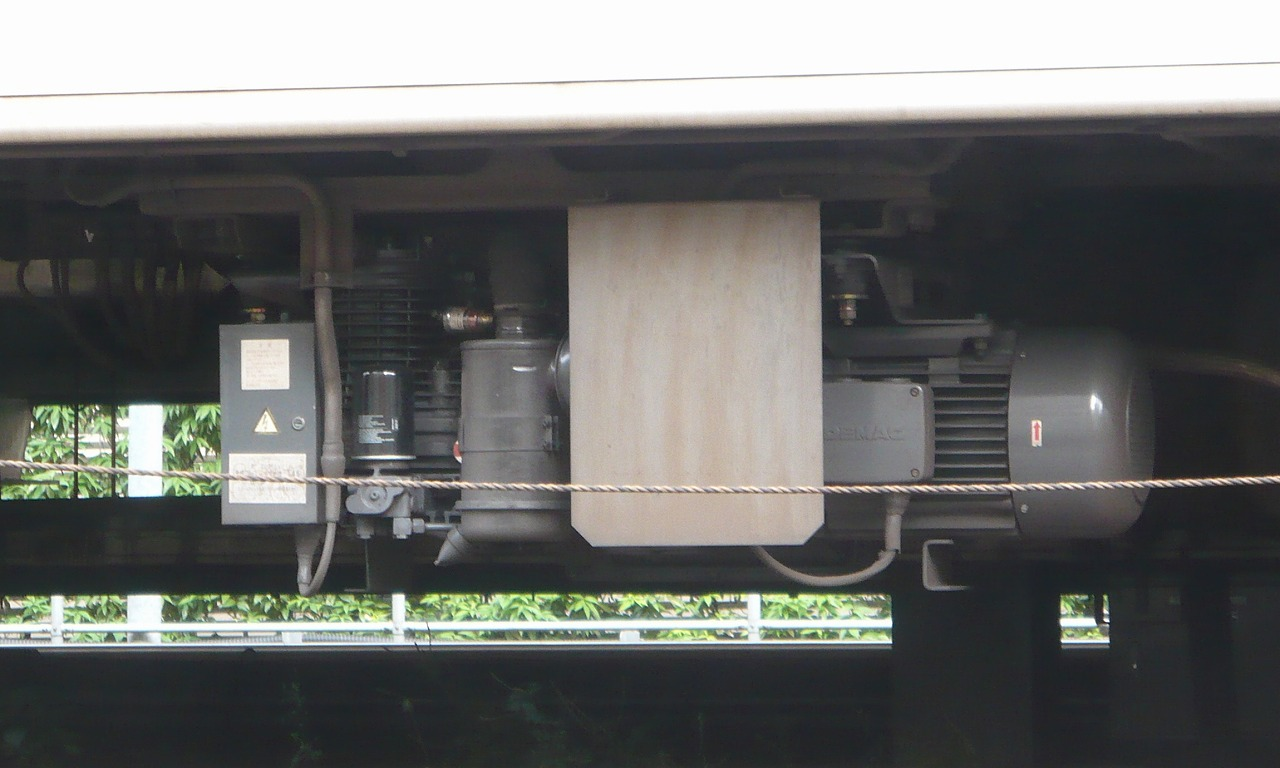
螺桿式空壓機（SL22-4型）
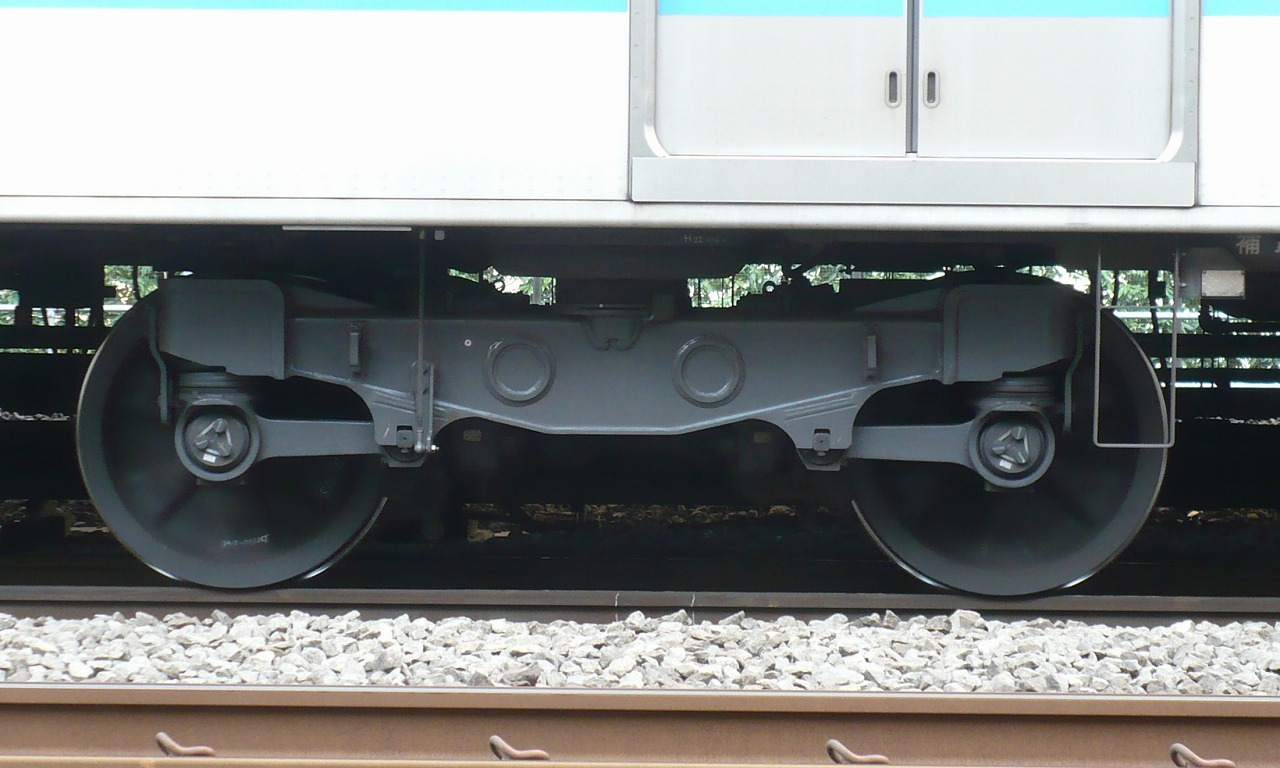
KW151型動力轉向架
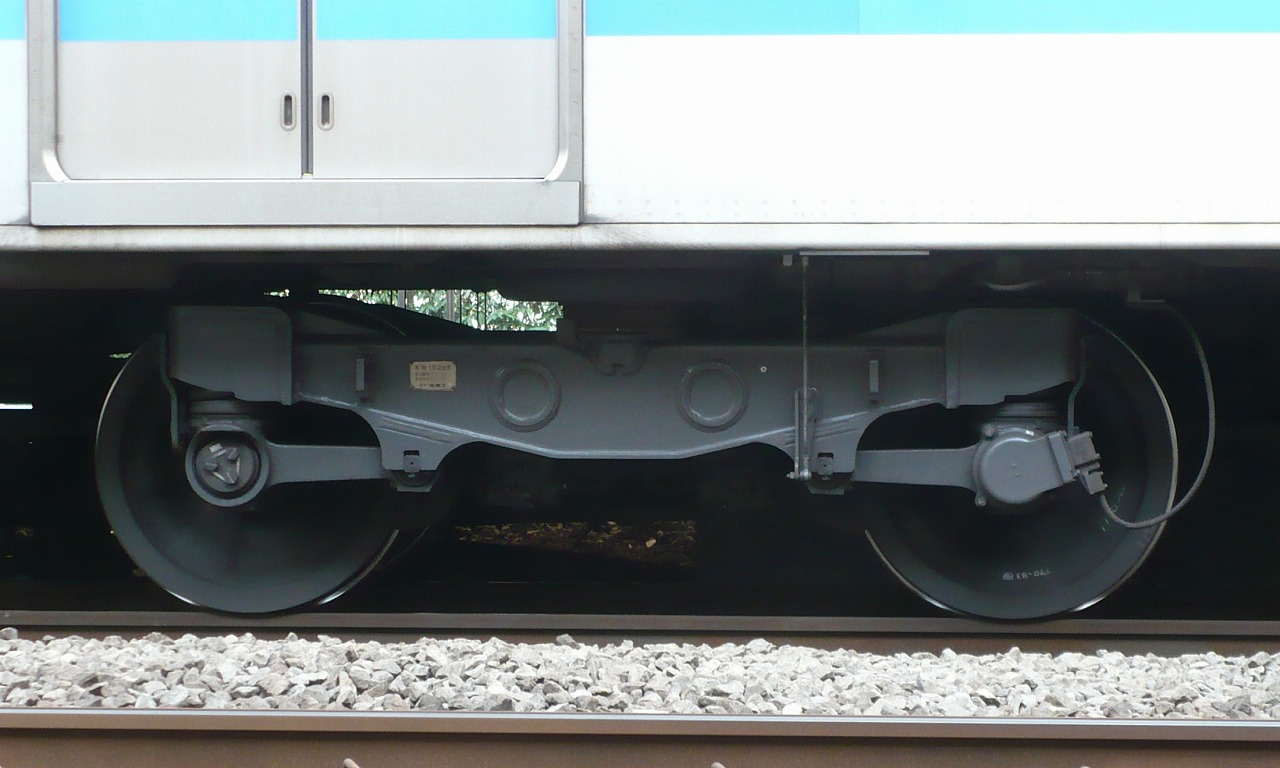
KW152型無動力轉向架

主電動機採用三菱電機製三相交流鼠籠式電動機。初期車使用MB-5068-A型或B型，為減少運轉低噪音和維護成本，2002年增購的車輛改用MB-5068-C型。
制軔系統採用再生制軔並用電器指令制軔，拖車使用延遲制軔，並備有備用剎車和防雪剎車。動力運行和正常減速皆採用數位訊號控制與傳出。每個設備由一個控制傳輸設備管理，軟體使用與JR東日本新幹線新型列車MON8型相同。

## 編成表
車輛編號連字號前的「70」為系列編號，連字號後的2位數編號為編組流水編號，第3位數為節數順序編號。編碼方式與東京都交通局10-000型電聯車大致相同。
|          | （臨海線内基準） ←新木場方向大崎・川越方向→ |        |        |        |        |        |        |        |        |        |
| 車號     | 10                                          | 9      | 8      | 7      | 6      | 5      | 4      | 3      | 2      | 1      |
| 車輛編號 | 70-xx0                                      | 70-xx1 | 70-xx2 | 70-xx3 | 70-xx4 | 70-xx5 | 70-xx6 | 70-xx7 | 70-xx8 | 70-xx9 |
| 車種     | Tc2A                                        | M1A    | M2A    | T2A    | M1A    | M2B    | T2A    | M1A    | M2A    | Tc2B   |

|          | ←新木場方向大崎方向→ |        |        |        |        |        |
| 車號     | 6                    | 5      | 4      | 3      | 2      | 1      |
| 車輛編號 | 70-xx0               | 70-xx1 | 70-xx2 | 70-xx7 | 70-xx8 | 70-xx9 |
| 車種     | Tc2A                 | M1A    | M2A    | M1A    | M2A    | Tc2B   |

|          | ←新木場方向大崎方向→ |        |        |        |
| 車號     | 4                    | 3      | 2      | 1      |
| 車輛編號 | 70-xx0               | 70-xx1 | 70-xx2 | 70-xx9 |
| 車種     | Tc2A                 | M1A    | M2A    | Tc2B   |

## 歷史

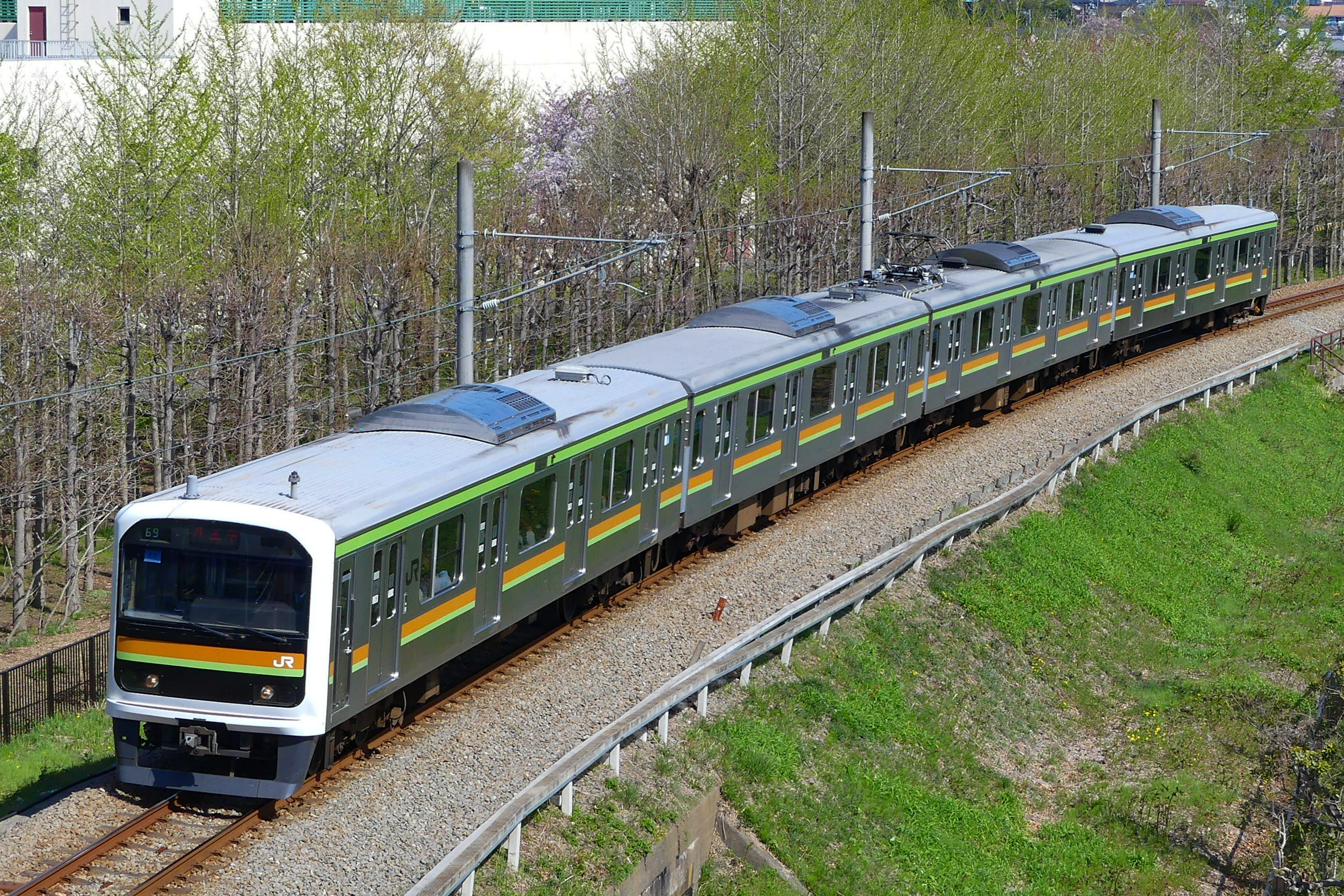
JR東日本209系3100番台

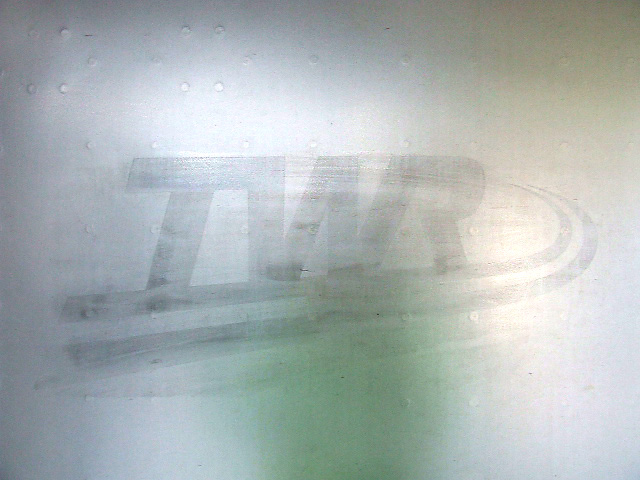
JR209系3100番台殘留東京臨海高速鐵道的標誌

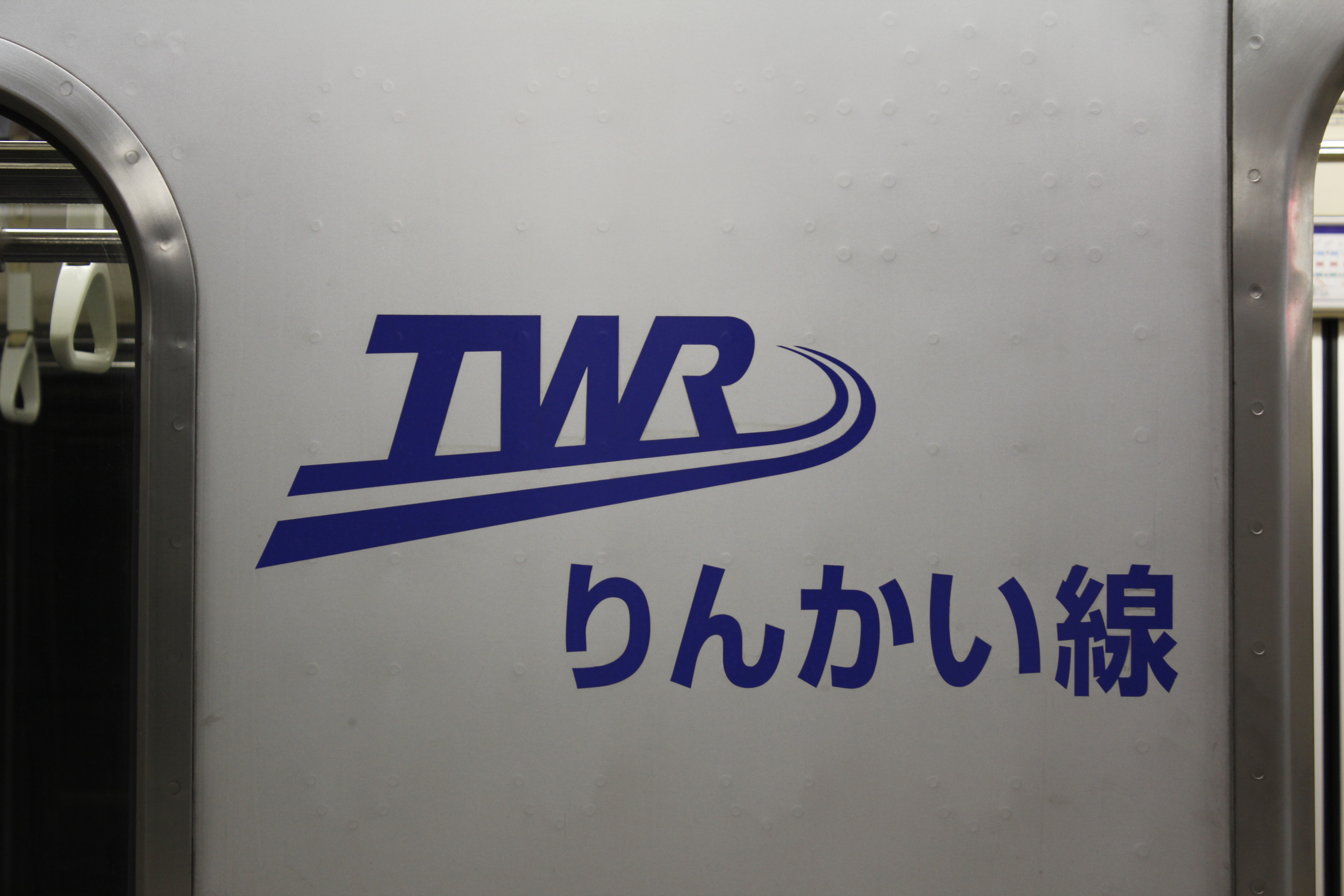
2002年以後製造的標誌增加TWR字母。

- 1996年（平成8年）：臨海副都心線（臨海線舊稱）開業，第一批量產車4輛編組4列（01 - 04編組、計16輛）出廠。

| 編組 | 70-000(Tc) | 70-001(M) | 70-002(M) | 70-009(Tc) | 新製           |
| ---- | ---------- | --------- | --------- | ---------- | -------------- |
| Z1   | 010        | 011       | 012       | 019        | 1995年11月22日 |
| Z2   | 020        | 021       | 022       | 029        | 1995年12月6日  |
| Z3   | 030        | 031       | 032       | 039        | 1996年3月15日  |
| Z4   | 040        | 041       | 042       | 049        | 1996年3月17日  |

- 1999年（平成11年）：第二批量產車4輛編組1列（05編組、計4輛）出廠。

| 編組 | 70-000(Tc) | 70-001(M) | 70-002(M) | 70-009(Tc) | 新製          |
| ---- | ---------- | --------- | --------- | ---------- | ------------- |
| Z5   | 050        | 051       | 052       | 059        | 1999年2月18日 |

- 2001年（平成13年）：3月31日天王洲島車站延伸開業，第三批量產車4輛編組1列（06編組、計4輛）出廠。車輛側邊與端面的列車終點指示器由幕式改為LED。

| 編成 | 70-000(Tc) | 70-001(M) | 70-002(M) | 70-009(Tc) | 新製          |
| ---- | ---------- | --------- | --------- | ---------- | ------------- |
| Z6   | 060        | 061       | 062       | 069        | 2001年1月26日 |

- 2002年（平成14年）：12月1日臨海線全線完工，第四批量產車10輛編組4列（07 - 10編組、計40輛）出廠。另外同時製造01～06編組的增節編組的車輛，因此總共製造 56 輛[5]。

| 編組 | 70-000(Tc) | 70-001(M) | 70-002(M) | 70-003(T) | 70-004(M) | 70-005(M) | 70-006(T) | 70-007(M) | 70-008(M) | 70-009(Tc) | 新製           |
| ---- | ---------- | --------- | --------- | --------- | --------- | --------- | --------- | --------- | --------- | ---------- | -------------- |
| Z7   | 070        | 071       | 072       | 073       | 074       | 075       | 076       | 077       | 078       | 079        | 2002年8月30日  |
| Z8   | 080        | 081       | 082       | 083       | 084       | 085       | 086       | 087       | 088       | 089        | 2002年9月13日  |
| Z9   | 090        | 091       | 092       | 093       | 094       | 095       | 096       | 097       | 098       | 099        | 2002年10月11日 |
| Z10  | 100        | 101       | 102       | 103       | 104       | 105       | 106       | 107       | 108       | 109        | 2002年11月1日  |
| －   |            |           |           | 063       | 064       | 065       | 066       | 067       | 068       |            | 2002年11月21日 |
| －   |            |           |           |           |           |           |           | 017       | 018       |            | 2002年9月19日  |
| －   |            |           |           |           |           |           |           | 027       | 028       |            | 2002年10月4日  |
| －   |            |           |           |           |           |           |           | 037       | 038       |            | 2002年10月16日 |
| －   |            |           |           |           |           |           |           | 047       | 048       |            | 2002年10月25日 |
| －   |            |           |           |           |           |           |           | 057       | 058       |            | 2002年11月6日  |

- 2004年（平成16年）：10月16日時刻表大改，所有5輛編組改成10輛編組，因此第五批量產車僅生產6輛中間車。

| 編組 | 70-003(T) | 70-006(T) | 新製           |
| ---- | --------- | --------- | -------------- |
| －   | 013       | 016       | 2004年10月13日 |
| －   | 023       | 026       | 2004年10月6日  |
| －   | 033       | 036       | 2004年10月2日  |

|            |        | （以臨海線内為基準） ←新木場方向大崎・川越方向→ |              |              |              |        |         |         |         |
| 新01編組   | 舊編號 |                                                 |              |              | 70-021       | 70-022 |         |         |         |
| 新01編組   | 新編號 | 70-014                                          | 70-015       |              |              |        |         |         |         |
| 新02編組   | 舊編號 | 70-040                                          | 70-041       | 70-042       | 70-031       | 70-032 | 70-047  | 70-048  | 70-049  |
| 新02編組   | 新編號 | ※70-020                                         | ※70-021      | ※70-022      | 70-024       | 70-025 | ※70-027 | ※70-028 | ※70-029 |
| 新03編組   | 舊編號 | 70-050                                          | 70-057       | 70-058       | 70-051       | 70-052 |         |         | 70-059  |
| 新03編組   | 新編號 | ※70-030                                         | ※70-031      | ※70-032      | 70-034       | 70-035 | ※70-039 |         |         |
|            |        | ←川越方向高麗川・八王子方向→                    |              |              |              |        |         |         |         |
| ハエ71編組 | 舊編號 | 70-020                                          |              |              | 70-029       |        |         |         |         |
| ハエ71編組 | 新編號 | クハ209-3101                                    | クハ208-3101 |              |              |        |         |         |         |
| ハエ72編組 | 舊編號 | 70-030                                          | 70-027       | 70-028       | 70-039       |        |         |         |         |
| ハエ72編組 | 新編號 | クハ209-3102                                    | モハ209-3102 | モハ208-3102 | クハ208-3102 |        |         |         |         |

- 2006年（平成18年）:開始將列車無線電系統改成數位訊號設備，並於2009年完成更新。

## 運用方式
主要行駛於臨海線及與埼京線、川越線直通運轉，川越線主要行駛大宮－川越間。原則上車次編號80、90是70-000型行駛，但在某些情況下，70-000型列車可能會代替JR列車（反之亦然）。
因列車運用關係，臨海線僅與埼京線、川越線直通運轉，不與相鐵線直通運轉。

## 機電系統更新
本型車自1996年起已啟用了14年，依照定期養護成本比例於2011年達到更新門檻，因此進行機電設備更新，並於2018年完稱更新。更新對象為故障率最高的編組開始進行改造，將故障率高的編組開始排序到故障率低的編組，依照排序進行更新。
- 2010年度：第1編組
- 2011年度：第2編組
- 2013年度：第3編組[6]
- 2015年度：第6編組
- 2016年度：第7編組
- 2017年度：第8編組
- 2018年度：第9編組、第10編組

更新內容如下
- 變頻器由GTO的MAP-108-15V57型改為IGBT的MAP-108-15V218型。
- 將輔助電源更新為可對應雙IGBT迴路的規格。

- 隨著設備本身尺寸的增加，M2車上安裝的蓄電池箱和整流器改移到Tc車上。

- 制動控制裝置更新。
- 保安裝置ATS-P更新。
- 更新控制傳輸設備（監控設備）。
- 車頭燈改為LED燈。

## 未來發展
隨著本型車逐漸老化，未來將會被東京臨海高速鉄道71-000型新型車輛替代。新車將於2025年度後半開始引入，預計2027年度中期完成車輛替換。
而本型車的部分車輛將轉讓予九州旅客鐵道（JR九州），用於替代筑肥線上老化的103系。

## 外部連結
- 東京臨海高速鐵道車輛資料 （日語）